# كريستينا بودري
كريستينا بودري (بالمجرية: Bodri Krisztina)‏ (من مواليد 1986) ملكة جمال التي مثلت المجر في ملكة جمال العالم 2007 في الصين. درست القانون في الجامعة.

## حياتها الشخصية
وقعت كريسستينا بودري، الفائزة بلقب ملكة جمال العالم لعام 2007 ، في حب استفان سيفر الذي يكبرها ب 30 عاماً، التقيا بعد بضعة أشهر من طلاق الجراح التجميلي الشهير بعد 25 سنة من الزواج، وظهرت علاقتهما عندما فازت كريستينا باختيار ملكة الجمال، التي كشفت عنها في برنامج تلفزيوني، رزق الزوجين بطفلين.

## الروابط الخارجية
- Bodri Krisztina (in Hungarian)
- Krisztina Bodri (in English)